# Alucita jujuyensis
Alucita jujuyensis is een vlinder uit de familie van de waaiermotten (Alucitidae). De wetenschappelijke naam van de soort is voor het eerst geldig gepubliceerd in 1954 door Pastrana.